# 김한근
김한근(金漢根, 1955년 3월 5일 ~ )은 전 KBO 리그 태평양 돌핀스의 선수였으며 불미스러운 일로 물러난 천보성 감독의 뒤를 이어 2012년 5월부터   한양대학교 야구부 감독을 역임했으나 2017년 정년퇴임했다.

## 출신학교
- 대구신암초등학교
- 대구중학교
- 대구상원고등학교
- 한양대학교

## 프로 야구 선수 시절
1982년 한국 프로 야구의 출범에 따라 삼성 라이온즈의 원년 선수로 활동하였고, 1985년 8월 박찬, 송상진 선수와 함께 트레이드를 통해 빙그레 이글스로 이적하였다. 1986년 빙그레 이글스가 1군 리그에 참여함에 따라 빙그레 이글스 원년 주전 3루수로 활동하였다.
그 후, 1988년 부임한 김영덕 감독과의 불화로 인해  1989년 태평양 돌핀스로 팀을 옮긴 뒤 1990년 시즌 후 은퇴했다.

## 통산기록
1. ↑  최우영 (2012년 9월 12일). “천보성 한양대 前야구감독 부인 투신자살”. 머니투데이. 2020년 8월 26일에 확인함.